# Pakistan Super League 2025
Die Pakistan Super League 2025 war die zehnte Saison der im Twenty20-Format ausgetragenen Pakistan Super League für pakistanische Cricket-Franchises, die vom 11. April bis 25. Mai 2025 ausgetragen wurde. Am 9. Mai 2025 wurde die Saison unterbrochen, nachdem es zu einer militärischen Eskalation im Kaschmir-Konflikt kam und das ursprünglich am 18. Mai geplante Ende der Saison um eine Woche verschoben. Im Finale setzte sich Lahore Qalandars mit 6 Wickets gegen die Quetta Gladiators durch.

## Franchises
Dieses Jahr nahmen sechs Franchises am Turnier teil.
| Franchise         | Heimatort |
| ----------------- | --------- |
| Islamabad United  | Islamabad |
| Karachi Kings     | Karatschi |
| Lahore Qalandars  | Lahore    |
| Peshawar Zalmi    | Peschawar |
| Quetta Gladiators | Quetta    |
| Multan Sultans    | Multan    |

## Austragungsorte
| Austragungsort             | Ort        | Kapazität |
| -------------------------- | ---------- | --------- |
| National Stadium           | Karatschi  | 34.228    |
| Gaddafi Stadium            | Lahore     | 27.000    |
| Multan Cricket Stadium     | Multan     | 35.000    |
| Rawalpindi Cricket Stadium | Rawalpindi | 15.000    |

## Format
Die sechs Franchises spielten in einer Gruppe gegen jedes andere Team jeweils zwei Mal. Für einen Sieg gab es zwei Punkte, für ein Unentschieden oder No Result einen und für eine Niederlage keinen Punkt. Die vier Erstplatzierten der Gruppe qualifizierten sich für die Playoffs, die im Page-Playoff-System ausgetragen wurden.

## Resultate

### Gruppenphase
Tabelle
| Teams             | Sp. | S | N | NR | P  | NRR    |
| ----------------- | --- | - | - | -- | -- | ------ |
| Quetta Gladiators | 10  | 7 | 2 | 1  | 15 | +1.393 |
| Islamabad United  | 10  | 6 | 4 | 0  | 12 | +0.372 |
| Karachi Kings     | 10  | 6 | 4 | 0  | 12 | +0.049 |
| Lahore Qalandars  | 10  | 5 | 4 | 1  | 11 | +1.036 |
| Peshawar Zalmi    | 10  | 4 | 6 | 0  | 8  | –0.293 |
| Multan Sultans    | 10  | 1 | 9 | 0  | 2  | –2.449 |

Spiele
| 11. April Scorecard | Rawalpindi | Lahore Qalandars 139 (19.2)            | – | Islamabad United 143-2 (17.4) |
|                     |            | Islamabad United gewinnt mit 8 Wickets |   |                               |

Islamabad United gewann den Münzwurf und entschied sich als Feldmannschaft zu beginnen. Als Spieler des Spiels wurde Jason Holder ausgezeichnet.
| 12. April Scorecard | Rawalpindi | Quetta Gladiators 216-3 (20)          | – | Peshawar Zalmi 136 (15.1) |
|                     |            | Quetta Gladiators gewinnt mit 80 Runs |   |                           |

Peshawar Zalmi gewann den Münzwurf und entschied sich als Feldmannschaft zu beginnen. Als Spieler des Spiels wurde Abrar Ahmed ausgezeichnet.
| 12. April Scorecard | Karachi | Multan Sultans 234-3 (20)           | – | Karachi Kings 236-6 (19.2) |
|                     |         | Karachi Kings gewinnt mit 4 Wickets |   |                            |

Karachi Kings gewann den Münzwurf und entschied sich als Feldmannschaft zu beginnen. Als Spieler des Spiels wurde James Vince ausgezeichnet.
| 13. April Scorecard | Rawalpindi | Lahore Qalandars 219-6 (20)          | – | Quetta Gladiators 140-5 (16.2) |
|                     |            | Lahore Qalanders gewinnt mit 79 Runs |   |                                |

Quetta Gladiators gewann den Münzwurf und entschied sich als Feldmannschaft zu beginnen. Als Spieler des Spiels wurde Fakhar Zaman ausgezeichnet.
| 14. April Scorecard | Rawalpindi | Islamabad United 243-5 (20)           | – | Peshawar Zalmi 141 (18.2) |
|                     |            | Islamabad United gewinnt mit 102 Runs |   |                           |

Islamabad United gewann den Münzwurf und entschied sich als Schlagmannschaft zu beginnen. Als Spieler des Spiels wurde Sahibzada Farhan ausgezeichnet.
| 15. April Scorecard | Karachi | Lahore Qalandars 201-6 (20)          | – | Karachi Kings 136 (19.1) |
|                     |         | Lahore Qalanders gewinnt mit 65 Runs |   |                          |

Lahore Qalanders gewann den Münzwurf und entschied sich als Feldmannschaft zu beginnen. Als Spieler des Spiels wurde Fakhar Zaman ausgezeichnet.
| 16. April Scorecard | Rawalpindi | Islamabad United 202-6 (20)          | – | Multan Sultans 155 (18.4) |
|                     |            | Islamabad United gewinnt mit 47 Runs |   |                           |

Multan Sultans gewann den Münzwurf und entschied sich als Feldmannschaft zu beginnen. Als Spieler des Spiels wurde Jasan Holder ausgezeichnet.
| 18. April Scorecard | Karachi | Karachi Kings 175-5 (20)          | – | Quetta Gladiators 119-9 (20) |
|                     |         | Karachi Kings gewinnt mit 56 Runs |   |                              |

Karachi Kings gewann den Münzwurf und entschied sich als Feldmannschaft zu beginnen. Als Spieler des Spiels wurde Jasan Holder ausgezeichnet.
| 19. April Scorecard | Rawalpindi | Peshawar Zalmi 227-7 (20)           | – | Multan Sultans 107 (15.5) |
|                     |            | Peshawar Zalmi gewinnt mit 120 Runs |   |                           |

Peshawar Zalmi gewann den Münzwurf und entschied sich als Feldmannschaft zu beginnen. Als Spieler des Spiels wurde Abdul Samad ausgezeichnet.
| 20. April Scorecard | Karachi | Karachi Kings 128-7 (20)               | – | Islamabad United 129-4 (17.1) |
|                     |         | Islamabad United gewinnt mit 6 Wickets |   |                               |

Islamabad United gewann den Münzwurf und entschied sich als Feldmannschaft zu beginnen. Als Spieler des Spiels wurde Shadab Khan ausgezeichnet.
| 21. April Scorecard | Karachi | Peshawar Zalmi 147-8 (20)           | – | Karachi Kings 148-8 (19.3) |
|                     |         | Karachi Kings gewinnt mit 2 Wickets |   |                            |

Karachi Kings gewann den Münzwurf und entschied sich als Feldmannschaft zu beginnen. Als Spieler des Spiels wurde Khushdil Shah ausgezeichnet.
| 22. April Scorecard | Multan | Multan Sultans 228-5 (20)          | – | Lahore Qalandars 195-9 (20) |
|                     |        | Multan Sultans gewinnt mit 33 Runs |   |                             |

Multan Sultans gewann den Münzwurf und entschied sich als Schlagmannschaft zu beginnen. Als Spieler des Spiels wurde Yasir Khan ausgezeichnet.
| 23. April Scorecard | Multan | Multan Sultans 168-5 (20)              | – | Islamabad United 171-3 (17.1) |
|                     |        | Islamabad United gewinnt mit 7 Wickets |   |                               |

Multan Sultans gewann den Münzwurf und entschied sich als Schlagmannschaft zu beginnen. Als Spieler des Spiels wurde Andries Gous ausgezeichnet.
| 24. April Scorecard | Lahore | Lahore Qalandars 129 (19.2)          | – | Peshawar Zalmi 133-3 (16.4) |
|                     |        | Peshawar Zalmi gewinnt mit 7 Wickets |   |                             |

Peshawar Zalmi gewann den Münzwurf und entschied sich als Feldmannschaft zu beginnen. Als Spieler des Spiels wurde Alzarri Joseph ausgezeichnet.
| 25. April Scorecard | Lahore | Quetta Gladiators 142 (19.3)         | – | Karachi Kings 137-8 (20) |
|                     |        | Quetta Gladiators gewinnt mit 5 Runs |   |                          |

Karachi Kings gewann den Münzwurf und entschied sich als Feldmannschaft zu beginnen. Als Spieler des Spiels wurde Abrar Ahmed ausgezeichnet.
| 26. April Scorecard | Lahore | Multan Sultans 185-3 (20)              | – | Lahore Qalandars 186-5 (19) |
|                     |        | Lahore Qalandars gewinnt mit 5 Wickets |   |                             |

Lahore Qalandars gewann den Münzwurf und entschied sich als Feldmannschaft zu beginnen. Als Spieler des Spiels wurde Daryl Mitchell ausgezeichnet.
| 27. April Scorecard | Lahore | Quetta Gladiators 178-7 (20)          | – | Peshawar Zalmi 114 (15.2) |
|                     |        | Quetta Gladiators gewinnt mit 64 Runs |   |                           |

Peshawar Zalmi gewann den Münzwurf und entschied sich als Feldmannschaft zu beginnen. Als Spieler des Spiels wurde Faheem Ashraf ausgezeichnet.
| 29. April Scorecard | Lahore | Multan Sultans 89 (17)                   | – | Quetta Gladiators 90-0 (6.5) |
|                     |        | Quetta Gladiators gewinnt mit 10 Wickets |   |                              |

Quetta Gladiators gewann den Münzwurf und entschied sich als Feldmannschaft zu beginnen. Als Spieler des Spiels wurde Khurram Shahzad ausgezeichnet.
| 30. April Scorecard | Lahore | Lahore Qalandars 209-6 (20)          | – | Islamabad United 121 (16.5) |
|                     |        | Lahore Qalanders gewinnt mit 88 Runs |   |                             |

Islamabad United gewann den Münzwurf und entschied sich als Feldmannschaft zu beginnen. Als Spieler des Spiels wurde Sikandar Raza ausgezeichnet.
| 1. Mai Scorecard | Multan | Karachi Kings 204-4 (20)          | – | Multan Sultans 117 (16.1) |
|                  |        | Karachi Kings gewinnt mit 87 Runs |   |                           |

Karachi Kings gewann den Münzwurf und entschied sich als Schlagmannschaft zu beginnen. Als Spieler des Spiels wurde James Vince ausgezeichnet.
| 1. Mai Scorecard | Lahore | Lahore Qalandars 111-3 (11.3) | – | Quetta Gladiators |
|                  |        | No Result                     |   |                   |

Quetta Gladiators gewann den Münzwurf und entschied sich als Feldmannschaft zu beginnen.  Spiel wurde nach einsetzenden Regenfällen abgebrochen.
| 2. Mai Scorecard | Lahore | Islamabad United 143-9 (20)          | – | Peshawar Zalmi 147-4 (16.4) |
|                  |        | Peshawar Zalmi gewinnt mit 6 Wickets |   |                             |

Islamabad United gewann den Münzwurf und entschied sich als Schlagmannschaft zu beginnen. Als Spieler des Spiels wurde Maaz Sadaqat ausgezeichnet.
| 3. Mai Scorecard | Lahore | Islamabad United 157-9 (20)             | – | Quetta Gladiators 159-5 (19.5) |
|                  |        | Quetta Gladiators gewinnt mit 2 Wickets |   |                                |

Quetta Gladiators gewann den Münzwurf und entschied sich als Feldmannschaft zu beginnen. Als Spieler des Spiels wurde Hassan Nawaz ausgezeichnet.
| 4. Mai Scorecard | Lahore | Lahore Qalandars 160-8 (15/15)      | – | Karachi Kings 168-6 (14.3/15) |
|                  |        | Karachi Kings gewinnt mit 4 Wickets |   |                               |

Karachi Kings gewann den Münzwurf und entschied sich als Feldmannschaft zu beginnen. Spiel wurde nach Regenfällen auf 15 Over pro Team reduziert. Als Spieler des Spiels wurde Irfan Khan Niazi ausgezeichnet.
| 5. Mai Scorecard | Multan | Multan Sultans 108 (19.1)            | – | Peshawar Zalmi 110-3 (13) |
|                  |        | Peshawar Zalmi gewinnt mit 7 Wickets |   |                           |

Multan Sultans gewann den Münzwurf und entschied sich als Schlagmannschaft zu beginnen. Als Spieler des Spiels wurde Ahmed Daniyal ausgezeichnet.
| 7. Mai Scorecard | Rawalpindi | Quetta Gladiators 263-3 (20)           | – | Islamabad United 154 (19.3) |
|                  |            | Quetta Gladiators gewinnt mit 109 Runs |   |                             |

Islamabad United gewann den Münzwurf und entschied sich als Feldmannschaft zu beginnen. Als Spieler des Spiels wurde Rilee Rossouw ausgezeichnet.
Am 9. Mai 2025 wurde die Saison auf unbestimmte Zeit unterbrochen, nachdem es zu einer militärischen Eskalation im Kaschmir-Konflikt kam. Die Saison wurde dann am 17. Mai fortgesetzt und die Spiele neu terminiert.
| 17. Mai Scorecard | Rawalpindi | Karachi Kings 237-4 (20)          | – | Peshawar Zalmi 214-5 (20) |
|                   |            | Karachi Kings gewinnt mit 23 Runs |   |                           |

Peshawar Zalmi gewann den Münzwurf und entschied sich als Feldmannschaft zu beginnen. Als Spieler des Spiels wurde David Warner ausgezeichnet.
| 18. Mai Scorecard | Rawalpindi | Multan Sultans 185-7 (20)               | – | Quetta Gladiators 190-8 (20) |
|                   |            | Quetta Gladiators gewinnt mit 2 Wickets |   |                              |

Multan Sultans gewann den Münzwurf und entschied sich als Schlagmannschaft zu beginnen. Als Spieler des Spiels wurde Hassan Nawaz ausgezeichnet.
| 18. Mai Scorecard | Rawalpindi | Lahore Qalandars 149-8 (13/13)       | – | Peshawar Zalmi 123-8 (13/13) |
|                   |            | Lahore Qalandars gewinnt mit 26 Runs |   |                              |

Peshawar Zalmi gewann den Münzwurf und entschied sich als Feldmannschaft zu beginnen. Als Spieler des Spiels wurde Salman Mirza ausgezeichnet.
| 19. Mai Scorecard | Rawalpindi | Islamabad United 251-5 (20)          | – | Karachi Kings 172 (18.2) |
|                   |            | Islamabad United gewinnt mit 79 Runs |   |                          |

Karachi Kings gewann den Münzwurf und entschied sich als Feldmannschaft zu beginnen. Als Spieler des Spiels wurde Alex Hales ausgezeichnet.

### Playoffs

#### Spiel A
| 21. Mai Scorecard | Rawalpindi | Quetta Gladiators 209-6 (20)          | – | Islamabad United 179 (19.4) |
|                   |            | Quetta Gladiators gewinnt mit 30 Runs |   |                             |

Quetta Gladiators gewann den Münzwurf und entschied sich als Schlagmannschaft zu beginnen. Als Spieler des Spiels wurde Faheem Ashraf ausgezeichnet.

#### Spiel B
| 22. Mai Scorecard | Lahore | Karachi Kings 190-8                    | – | Lahore Qalandars 191-4 (18.4) |
|                   |        | Lahore Qalandars gewinnt mit 6 Wickets |   |                               |

Karachi Kings gewann den Münzwurf und entschied sich als Schlagmannschaft zu beginnen. Als Spieler des Spiels wurde Abdullah Shafique ausgezeichnet.

#### Spiel C
| 23. Mai Scorecard | Lahore | Lahore Qalandars 202-8 (20)          | – | Islamabad United 107 (15.1) |
|                   |        | Lahore Qalandars gewinnt mit 95 Runs |   |                             |

Lahore Qalandars gewann den Münzwurf und entschied sich als Schlagmannschaft zu beginnen. Als Spieler des Spiels wurde Salman Mirza ausgezeichnet.

#### Finale
| 25. Mai Scorecard | Lahore | Quetta Gladiators 201-9 (20)           | – | Lahore Qalandars 204-4 (19.5) |
|                   |        | Lahore Qalandars gewinnt mit 6 Wickets |   |                               |

Quetta Gladiators gewann den Münzwurf und entschied sich als Schlagmannschaft zu beginnen. Als Spieler des Spiels wurde Jusal Perera ausgezeichnet.